# Paul End
Paul End, pseudonyme de Eugène Engrand, né le 22 juin 1896 à Aire (aujourd'hui Aire-sur-la-Lys) et mort le 30 janvier 1973 à Saint-Venant, est un créateur d'art brut.
D'une humilité extrême, il se sous estimait exagérément malgré le talent que lui reconnaissait Jean Dubuffet. Toutefois, End a laissé une production importante, très étudiée par les historiens de l'art brut. Il avait 67 ans en 1964, date à laquelle sa monographie a été établie, et où il était encore interné, non pour des raisons psychiatriques, mais parce qu'il n'avait ni famille, ni soutien financier.

## Biographie
Après la mort de son père qui avait un grand nombre d'enfants issus de plusieurs lits, il a été placé dans une famille dès l'âge de 9 ans, tout comme ses frères et sœurs dont il a très vite perdu la trace. À l'âge de  onze ans il commence à travailler, et il fréquente l'école très peu de temps.  Par la suite, il devient manœuvre aux aciéries pendant 22 ans. On ne sait pas exactement pour quelle raison il a été admis à l'hôpital en 1933 où il arrive, prostré, avec des hallucinations, et des manifestations schizophréniques. Ce n'est qu'en 1937-1938 qu'il commence à dessiner. Ses premières œuvres ont été conservées par le docteur Paul Bernard et révélées par lui en 1948.
Infiniment humble, il s'excusait toujours d'être un pauvre imbécile. C'est l'expression qu'il emploie lors de sa première rencontre avec Jean Dubuffet qui admirait sincèrement les dessins de End. Dubuffet, rapporte qu'il se sous-estimait exagérément, et que cette sous-estimation était exempte de tout regret et de toute revendication.
Les seuls éléments que l'on connaisse de sa vie sont ceux qui se sont déroulés à l'hôpital du docteur Bernard d'où il semble n'être jamais sorti.
Son vrai nom, donné dans le catalogue de l'exposition en 1997 du Musée du LaM est Engrand. Selon le site du LaM, son vrai prénom serait Eugène.

## Technique
Les dessins de End sont tous à la mine de plomb au début, puis au crayon de couleur.Le fascicule 4 reproduit pas moins de vingt exemplaires, exécutés entre 1948 et 1963.
Il utilise des papiers d'emballage enduits de peinture à l'huile banche, puis il procède à des frottis de crayon noir d'abord, puis bleu, rouge. Il n'utilisait pas, tout d'abord l'intégralité des crayons de couleurs de la boîte offerte par le docteur Bernard. À partir de 1949, sur incitation du docteur, End commence à utiliser la gouache dans des compositions dont les motifs géométriques, tracés à la règle ou au compas, marquent un changement de style. Il commence à évoquer des sites urbains dans lesquels les éléments architecturaux prouvent chez l'artiste un sens de la perspective inattendu alors qu'il n'est que très peu allé à l'école.
Il introduit aussi des visages dessinés par lui-même, toujours de profil. Ou bien des visages décalqués d'après des magazines. Une de ses compositions les plus étonnantes est la reproduction d'une couverture du magazine Nous Deux présentée à l'exposition du Lille Métropole Musée d'art moderne, d'art contemporain et d'art brut en 1997 : Sans titre : Nous Deux, (1960-1970) stylo bille et crayon de couleur sur papier, 32 × 24 cm.
Michel Thévoz qualifie son style de « système illusionniste ». « Faisant abstraction des ensembles, il prélève ses éléments et les recompose par libre association. Ce procédé évoque celui du rêve qui ne fait jamais qu'accommoder les restes diurnes (...) Ainsi, un traitement figuratif de cette sorte procède moins de la naïveté que d'une certaine insolence (...). »
Des analyses psychologisantes ont laissé entendre que les images provenant des magazine où des figures féminines avantageuses et des couples échangeant un baiser comme dans Sans titre : Nous Deux, étaient une conséquence des privations dont avait souffert le vieux célibataire. Jean Dubuffet pense qu'il s'agit-là de supputations sans fondement. Selon lui « Ces personnages se trouvent là au même titre que les maisons, les automobiles, les chevaux ou tout autre motif qu'il choisit de calquer. Au surplus, me semble-t-il oiseux de rechercher des raisons personnelles par quoi Paul End affectionnerait de préférence tel ou tel sujet, l'intérêt de ses travaux n'étant pas là. »

## Œuvres
- Les Usines Kuhlmann ou Vue panoramique des usines Kulmann, 1948, huile sur papier  57 × 95 cm[11].
- Usines au bord de l'eau, 1948, huile sur papier  74 × 52 cm[11].
- Deux personnages en habit, 1948, huile sur papier  67,5 × 54 cm[11].
- Visages au-dessus des toits, 1949, gouache et crayons de couleur 67,5 × 54 cm[11].
- Deux têtes de personnages dans un paysage, 1949, huile sur papier  43 × 68,5 cm[12].
- L'Homme à la croix grecque, 1949, huile sur papier  75 × 42,5 cm[12].
- Tours d'église, 1949-1951, gouache et crayons de couleur 86 × 56 cm[12].
- La Belle plongeuse Mady Moreau, 1949-1951, crayons de couleur 79 × 46 cm[12].
- Le Pèlerinage de la flamme en Belgique, 1949, mine de plomb et crayons de couleur sur papier d'emballage beige enduit de peinture à l'huile 79,5 × 46 cm[12].
- Une maison, deux visages féminins, des roses, 1949-1950, gouache, mine de plomb et crayons de couleur sur papier d'emballage beige 46,5 × 77 cm[12].
- Deux femmes de profil, 1950, gouache sur papier d'emballage beige enduit de peinture à l'huile 44,5 × 71,5 cm[12].
- J'essaye de ne pas regarder mais après une aussi longue attente la tentation était trop violente, 1949-1950,  crayons de couleur sur papier d'emballage beige 49,5 × 88 cm[12].
- Pâques. Tout renaît, 1949-1950,  crayons de couleur sur papier d'emballage beige 48 × 86 cm[12].
- Couple dans une maison, 1949-1950,  crayons de couleur sur papier d'emballage beige enduit de peinture à l'huile 49,5 × 81 cm[12].
- Homme décoré, 1949-1950, mine de plomb et  crayons de couleur sur papier d'emballage beige 49,5 × 81 cm[12].
- Sans titre : Nous Deux, (1960-1970) stylo bille et crayon de couleur sur papier, 32 × 24 cm[8]
- Paysage à l'auto, 1948, mine de plomb et crayons de couleur sur papier d'emballage enduit à l'huile blanche, 40 × 71 cm[13].
- Paysage avec deux têtes de personnages et deux oiseaux, 1949-1950, mine de plomb et crayons de couleur sur papier d'emballage enduit à l'huile blanche, 43 × 68,5 cm[13].
- Paysage avec église et visages dominant les toits, 1949,  crayons de couleur sur papier d'emballage enduit à l'huile blanche, 43 × 68,5 cm[2]
- Le Pont, 1948, mine de plomb crayons de couleur bleu et jaune sur papier d'emballage enduit à l'huile blanche, 43 × 68,5 cm[14].
- Femme à la chevelure étoilée, 1948, mine de plomb et crayons de couleur sur papier d'emballage enduit à l'huile blanche, 36 × 54 cm[14].
- L'Horloge du palais, 1948, mine de plomb crayons de couleur sur papier d'emballage enduit à l'huile blanche, 44 × 61,5 cm[7].
- Baigneuses et autres personnages, 1963, crayons de couleur et stylo à bille sur papier à dessin 50 × 65 cm[15].
- Façade du château avec petite fille, 1949, mine de plomb et crayons de couleur jaune et bleu sur papier d'emballage enduit à l'huile blanche 43 × 79 cm[16].
- Château avec deux personnages, 1949, mine de plomb et crayons de couleur bleu et rose sur papier d'emballage enduit à l'huile blanche 46 × 76 cm[17].
- Voyage sans retour, 1949, mine de plomb et crayons de couleur bleu violet et rose sur papier d'emballage enduit à l'huile blanche 43,5 × 75 cm[17].
- Femme au fichu bleu, 1949, mine de plomb et crayons de couleur sur papier d'emballage enduit à l'huile blanche 48 × 56 cm[18].
- Christine Elsen, 1949, mine de plomb, crayons de couleur et gouache sur papier d'emballage beige 48 × 56 cm[19].

## Expositions
- 1967, Musée des arts décoratifs de Paris, exposition collective L'Art brut (15 œuvres présentées)[20].
- 1997, Lille Métropole Musée d'art moderne, d'art contemporain et d'art brut, exposition collective Art brut, collection de l'Aracine (1 œuvre)
- Exposition permanente à la Collection de l'art brut de Lausanne, 5 œuvres présentées sur le site[note 2]